# Talbo och Östra Skår
Talbo och Östra Skår är en av SCB avgränsad och namnsatt småort  i Stenungsunds kommun. Den omfattar bebyggelse i Talbo och Östra Skår belägna i Ödsmåls socken på västra sidan av sjön Stora Hällungen, knappt en mil nordost om Stenungsund.